# جان دی نول
جان دی نول (انگلیسی: Jan De Nul) شرکت ساخت‌وساز بلژیکی است، که در سال ۱۹۳۸ تأسیس شد.